# واترس، ساسکاچوان
واترس، ساسکاچوان (به انگلیسی: Watrous, Saskatchewan) یک منطقهٔ مسکونی در کانادا است که در ساسکاچوان واقع شده‌است. واترس ۱٬۸۶۵ نفر جمعیت دارد و ۵۳۶ متر بالاتر از سطح دریا واقع شده‌است.